# Camponotus maculatus
Espèce
La fourmi grand galop, Camponotus maculatus, est une espèce d'insectes polymorphes de la famille des formicidés que l'on trouve dans la plupart des pays en Afrique (Kenya, Madagascar, Nigéria,... ).
On la compte également parmi les quatorze espèces de fourmis de l'île de La Réunion et parmi les six qui y vivent dans l'environnement humain.

## Sous-espèces
Si plusieurs sous-espèces sont à recenser, elles seraient toutes en voie de disparition.
- Camponotus maculatus foveolatus - Stitz, 1925.
- Camponotus maculatus humilior - Forel, 1902.
- Camponotus maculatus maculatus - (Fabricius, 1782).
- Camponotus maculatus obfuscatus - Viehmeyer, 1916.
- Camponotus maculatus strangulatus - Santschi, 1911.
- Camponotus maculatus subnudus - Emery, 1889.
- Camponotus maculatus sylvaticomaculatus - Dalla Torre, 1893.
- Camponotus maculatus ugandensis - Santschi, 1923.

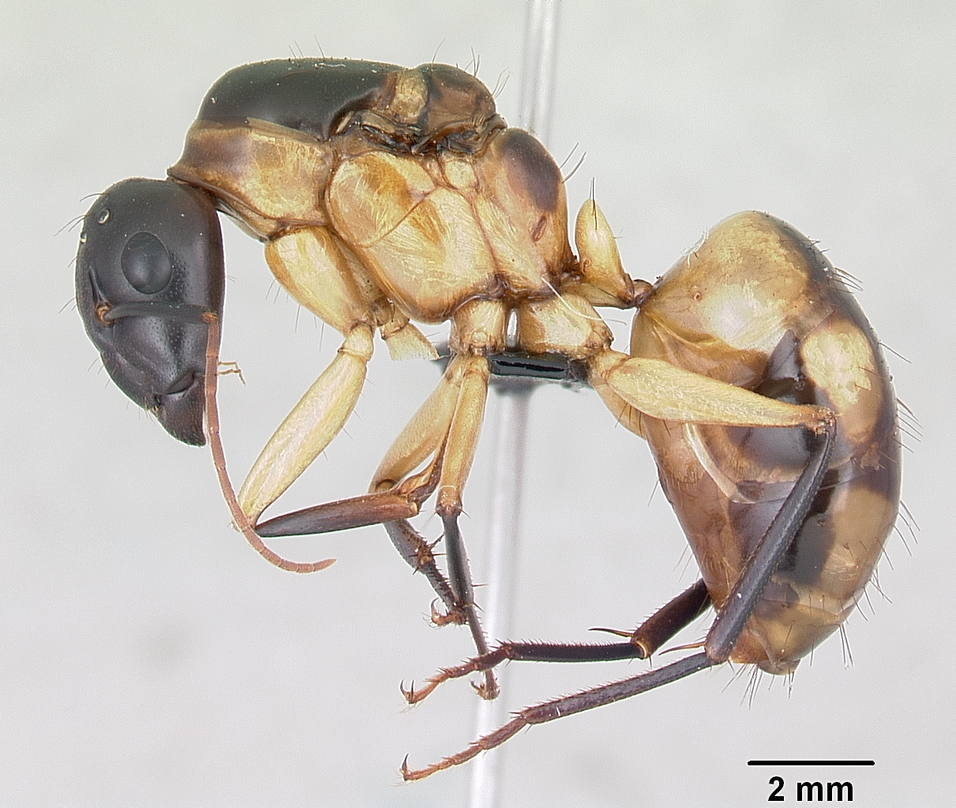
Reine Camponotus maculatus